# Judith Butler
Judith Butler (født 24. februar 1956) er en amerikansk post-strukturalistisk filosof, sociolog og queer-teoretiker, der er ansat ved instituttet for Retorik og Komparativ litteratur på University of California, Berkeley.
Butlers filosofi er påvirket af Simone de Beauvoirs kønspolitiske tænkning, Friedrich Nietzsche, som i sin analyse af moralens historie erstattede "væren" med "gøren", og Michel Foucaults fokus på seksualitetens frigørelse fra diskursens bånd.

## Uddannelse og forskning
Butler studerede filosofi ved Yale University og færdiggjorde sin PhD i 1984. I 1988 i essayet "Performative Acts and Gender Constitution" begyndte Butler sin udvikling af en kønsteori baseret på Austins talehandlingsteori og dens begreb om performativitet. Butler diskuterer og viderebygger Freuds påstand om, at lesbiske kvinder bygger deres kønsroller på at efterligne mænd. Butler argumenterer for, at det faktisk er karakteristisk for alle kønsroller, at de opstår ved efterligning og performative handlinger.
Dette projekt fortsatte i hovedværket Gender trouble fra 1990 (da. Kønsballade, 2011). Her argumenterer Butler for et syn på køn (både det biologiske og det sociale) som sociale konstruktioner og grundlæggende performative. Butler mener ikke, at vi kan erkende det biologiske ud over vores kultur og hævder at det biologiske også er et konstrukt. Dvs. Butler er både epistemologisk og ontologisk konstruktivist. I bogens første del problematiseres ideen om "kvinden" som feminismens omdrejningspunkt, netop fordi begrebet kvinde dækker over en heterogen gruppe af kønsroller og seksualiteter. Og Butler gør op med den traditionelle forestilling om biologisk og socialt køn (på engelsk sex og gender) som værende adskilt, hvor dette traditionelt formodes at være en overbygning på hint. Butler mener, at "biologisk køn som det prædiskursive bør forstås som effekten af det kulturelle konstruktionsapparat, der betegnes af socialt køn" (s. 46). I bogens anden del gennemgår og kritiserer Butler den franske strukturalistiske tilgang til kønstænkning som den findes i psykoanalytikeren Jacques Lacans værk og hos antropologen Claude Levi-Strauss. Butler foreslår i modsætning til Freud og Lacans teser, der er bygget på en heteronormativ kønsforståelse, at de indebærer den heteroseksuelle identitet en form for melankoli, grundet tabet af afkaldet på det homoseksuelle begær (til forældre af samme køn) som er underlagt kulturelle og diskursive tabuer.

## Politiske holdninger
Butler er også kendt som politisk aktivist. Tildelingen af den fornemme Theodor-W.-Adorno-pris til Butler i 2011 skabte furore i Tyskland på grund af Butlers holdninger til staten Israel. Butler, som er jøde, havde udtalt, at Hamas og Hizbollah var legitime sociale bevægelser mod den israelske besættelse af de palæstinensiske områder. Butler går ind for ikke-voldelige modstandsformer.[kilde mangler]

## Indflydelse
Butlers arbejde har været meget indflydelsesrigt i udviklingen af kønsteori og queer-teori og diskuteres i vide kredse. Selv pave Benedikt XVI diskuterede og kritiserede Butlers værker i sine teologiske skrifter.

## Privatliv
Butler er lesbisk og juridisk registreret som ikke-binær i delstaten Californien, og anvendte i 2020 såvel pronominerne "they/them" (de/dem) som "he/her" (hun/hende), men foretrak they/them. Butler følte sig aldrig tilfreds med at være blevet tildelt betegnelsen "kvindelig" ved fødslen.
Butler bor i Berkeley med partneren Wendy Brown og en søn.

## Værker
- 2013: Dispossession: The Performative in the Political, sammen med Athena Athanasiou
- 2012: Parting Ways: Jewishness and the Critique of Zionism
- 2011: The Power of Religion in the Public Sphere
- 2009: Frames of War: When Is Life Grievable?
- 2009: Is Critique Secular?: Blasphemy, Injury, and Free Speech
- 2007: Who Sings the Nation-State?: Language, Politics, Belonging (med Gayatri Spivak)
- 2005: Giving An Account of Oneself
- 2004: Undoing Gender
- 2004: Precarious Life: The Powers of Mourning and Violence
- 2003: Women and Social Transformation (with Elisabeth Beck-Gernsheim and Lidia Puigvert)
- 2000: Contingency, Hegemony, Universality: Contemporary Dialogues on the Left (with Ernesto Laclau and Slavoj Žižek)
- 2000: Antigone's Claim: Kinship Between Life and Death
- 1997: The Psychic Life of Power: Theories in Subjection
- 1997: Excitable Speech: A Politics of the Performative
- 1993: Bodies That Matter: On the Discursive Limits of "Sex"
- 1990: Gender Trouble: Feminism and the Subversion of Identity (da. Kønsballade, 2011)
- 1987: Subjects of Desire: Hegelian Reflections in Twentieth-Century France